# UTC-03:30
UTC-03:30 es el trigésimo huso horario del planeta cuya ubicación geográfica se encuentra en el meridiano 52.5 oeste. Aquellos países que se rigen por este huso horario se encuentran 3 y 30 minutos horas por detrás del meridiano de Greenwich.

## Hemisferio norte

### Países que se rigen por UTC-03:30 en Horario Estándar
| Abreviatura | Nombre Completo                                         | País                                       |
| ----------- | ------------------------------------------------------- | ------------------------------------------ |
| NST         | Hora Estándar de Terranova (Newfoundland Standard Time) | Canadá - Terranova y Labrador (parte este) |